# Abdiwahid Elmi Gonjeh
Abdiwahid Elmi Gonjeh (in somalo: Cabdiwaahid Elmi Goonjeex, in arabo وحيد عبدي علمي غونجاه‎?; ...) è un politico somalo, appartenente al sottoclan Marehan del clan Darod.
È stato un senatore della Camera alta del Parlamento federale della Regione del Galmuduug, distretto Abudwak. Nel governo di Omar Abdirashid Ali Sharmarke ha svolto le funzioni di vice-Primo Ministro e Ministro federale dei Trasporti. 
A seguito delle dimissioni di Sharmarke nel settembre 2010, ha assunto ad interim la carica di Primo ministro della Somalia , fino alla nomina, in ottobre, di Mohamed Abdullahi Mohamed Farmajo. 
Nel 2012 Gonjeh si è presentato come candidato nelle elezioni presidenziali somale.